# Associazione Sportiva Dilettantistica Napoli Calcio Femminile 2013-2014
Questa voce raccoglie le informazioni riguardanti l'Associazione Sportiva Dilettantistica Napoli Calcio Femminile nelle competizioni ufficiali della stagione 2013-2014.

## Stagione
La squadra, dopo aver giocato le partite casalinghe allo Stadio Arturo Collana di Napoli all'inizio della stagione, dalla 17ª giornata si trasferisce al Campo Sportivo Tony Chiovato di Bacoli dotato di erba sintetica.

## Organigramma societario
Aggiornato all'agosto 2014.
- Paola Pisano - Presidente
- Luciano Cimmino - Presidente onorario
- Flavio Dinacci - Vicepresidente
- Raffaele Riccio - Direttore generale
- Walter Pettinati - Webmaster

- Corrado Sorrentino (fino al 18 febbraio 2014), Mimmo Paesano - Allenatore
- Felice Di Maio, Maurizio Zavino - Preparatore atletico
- Alessandro Riccio - Allenatore Primavera

### Rosa
Rosa aggiornata all'agosto 2014..
| N. |                       | Ruolo | Calciatrice         |
| -- | --------------------- | ----- | ------------------- |
|    | Italia (bandiera)     | P     | Alessia Parnolfi    |
|    | Slovacchia (bandiera) | P     | Lucia El Dahaibiova |
|    | Romania (bandiera)    | P     | Sabina Radu         |
|    | Italia (bandiera)     | P     | Chiara Sorbino      |
|    | Italia (bandiera)     | D     | Ilenia Bombara      |
|    | Italia (bandiera)     | D     | Martina Canonico    |
|    | Italia (bandiera)     | D     | Paola Cuciniello    |
|    | Italia (bandiera)     | D     | Ramona De Rosa      |
|    | Italia (bandiera)     | D     | Paola Di Marino     |
|    | Italia (bandiera)     | D     | Roberta Filippozzi  |
|    | Italia (bandiera)     | D     | Manuela Rapuano     |
|    | Italia (bandiera)     | D     | Emanuela Schioppo   |
|    | Italia (bandiera)     | D     | Arianna Strisiante  |
|    | Italia (bandiera)     | C     | Simona Aresu        |
|    | Italia (bandiera)     | C     | Anna Cafiero        |
|    | Italia (bandiera)     | C     | Eleonora Depalmas   |
|    | Italia (bandiera)     | C     | Emanuela Di Maro    |
|    | Italia (bandiera)     | C     | Roberta Diodato     |

| N. |                   | Ruolo | Calciatrice                   |
| -- | ----------------- | ----- | ----------------------------- |
|    | Italia (bandiera) | C     | Valentina Esposito (capitano) |
|    | Italia (bandiera) | C     | Roberta Giuliano              |
|    | Italia (bandiera) | C     | Myriam Grieco                 |
|    | Italia (bandiera) | C     | Caterina Kensbock             |
|    | Italia (bandiera) | A     | Elisa Ascolese                |
|    | Italia (bandiera) | A     | Flavia Spigno                 |
|    | Italia (bandiera) | A     | Rossella Rosa Vitale          |
|    | Italia (bandiera) | A     | Carmela Basile                |
|    | Italia (bandiera) | A     | Alessia Tagliaferri           |
|    | Italia (bandiera) | A     | Maria Fabiana Vecchione       |
|    | Italia (bandiera) | A     | Fabiana Colasuonno            |
|    | Italia (bandiera) | A     | Alessia Guardascione          |
|    | Italia (bandiera) | A     | Giorgia Di Muro               |
|    | Italia (bandiera) | A     | Giuseppina Moraca             |
|    | Italia (bandiera) | A     | Rossella Cuomo                |
|    | Italia (bandiera) | A     | Gelsomina Arcuro              |
|    | Italia (bandiera) | A     | Valeria Pirone                |
|    | Italia (bandiera) | A     | Rachele Sautto                |

## Calciomercato

### Sessione estiva
|  |

| Cessioni | Cessioni           | Cessioni          | Cessioni   |
| R.       | Nome               | a                 | Modalità   |
| -------- | ------------------ | ----------------- | ---------- |
| D        | Gioia Masia        | Napoli            | definitivo |
| A        | Fabiana Colasuonno | Atletico Oristano | definitivo |

### Sessione invernale
|  |

|  |

## Risultati

### Serie A

#### Girone di andata
| Arbitro: | Matteo Paggiola (Legnago) |

|                                 |           |            |
| Alborghetti 3’ Rosucci 10’, 18’ | Marcatori | 17’ Pirone |

| Arbitro: | Festa (Avellino) |

|                |           |  |
| Filippozzi 61’ | Marcatori |  |

| Arbitro: | Giacomo Dall'Oco (Finale Emilia) |

|                                                           |           |  |
| Rapuano 1’ (aut.) Carradore 35’ Boni 51’ Bonafini 7’, 61’ | Marcatori |  |

| Arbitro: | Giuseppe Zuffada (Sulmona) |

|  |           |            |
|  | Marcatori | 77’ Tonani |

| Arbitro: | Armando Ongarato (Castelfranco Veneto) |

|                                                        |           |  |
| Barbieri 35’ Zanon 47’ (rig.) Paoletti 74’ Zanetti 78’ | Marcatori |  |

| Arbitro: | Cesidio Casalvieri (Avezzano) |

|            |           |                      |
| Pirone 26’ | Marcatori | 7’ Salvatori Rinaldi |

| Arbitro: | Luca Cherchi (Carbonia) |

|                 |           |  |
| Maglia 21’, 43’ | Marcatori |  |

| Napoli 16 novembre 2013, ore 14:30 CET 8ª giornata | Napoli                      | 0 – 0 referto | Pordenone | Stadio Arturo Collana\| Arbitro: \| Marco Carrelli (Campobasso) \| |
| Arbitro:                                           | Marco Carrelli (Campobasso) |               |           |                                                                    |

| Arbitro: | Denis Didu (Jesi) |

|                          |           |  |
| Caccamo 19’ Petralia 60’ | Marcatori |  |

| Arbitro: | Gionatan Civico (Vasto) |

|                |           |  |
| Filippozzi 87’ | Marcatori |  |

| Arbitro: | Giuseppe Zuffada (Sulmona) |

|            |           |                                            |
| Pirone 12’ | Marcatori | 8’, 25’, 58’ Napoli 29’ Mason 33’ Karlsson |

| Arbitro: | Alessio Clerico (Torino) |

|                                                |           |                 |
| Baresi 22’ (rig.) Esposito 62’ (aut.) Dedè 72’ | Marcatori | 18’, 55’ Pirone |

| Arbitro: | Marco Carrelli (Campobasso) |

|                                       |           |                                                                      |
| Colasuonno 26’, 38’ Pirone 84’ (rig.) | Marcatori | 14’, 24’ Brumana 36’ Vicchiarello 39’ Parisi 60’ Bonetti 75’ Tuttino |

| Arbitro: | Daniele De Tommaso (Rieti) |

|  |           |                                              |
|  | Marcatori | 52’ Pirone 58’ (rig.) Colasuonno 86’ Diodato |

| Arbitro: | Amedeo Fine (Battipaglia) |

|                                        |           |  |
| Giuliano 10’ Pirone 29’ Colasuonno 86’ | Marcatori |  |

#### Girone di ritorno
| Arbitro: | Valerio Maranesi (Ciampino) |

|                   |           |                                                 |
| Pirone 49’ (rig.) | Marcatori | 17’ Girelli 62’ Sabatino 70’ Bonansea 90’ Costi |

| Arbitro: | Mauro Cusanno (Chivasso) |

|               |           |              |
| Cascarano 74’ | Marcatori | 39’ Giuliano |

| Arbitro: | Santolo Lippiello (Avellino) |

|  |           |                                     |
|  | Marcatori | 14’ Bonafini 85’ Boni 90’ Capovilla |

| Arbitro: | Marco Azzaro (Ragusa) |

|                                    |           |  |
| Piva 52’ Giacinti 64’ Piccinno 73’ | Marcatori |  |

| Arbitro: | Dario Di Matteo (Roma 2) |

|             |           |                                    |
| Diodato 89’ | Marcatori | 69’ Gouveia 71’ Sardu 93’ Barbieri |

| Arbitro: | Antonio Fabiano (Catanzaro) |

|                                                                      |           |  |
| Razzolini 60’ (rig.), 61’ Salvatori Rinaldi 80’ Nocchi 82’ Adami 85’ | Marcatori |  |

| Arbitro: | Pietro Esposito (Aprilia) |

|  |           |                                  |
|  | Marcatori | 15’, 56’ Panico 29’, 61’ Fuselli |

| Arbitro: | Massimiliano Rasia (Bassano del Grappa) |

|                                  |           |                |
| Piai 12’ De Val 24’ Sedonati 43’ | Marcatori | 53’ Filippozzi |

| Arbitro: | Federico Votta (Moliterno) |

|                          |           |                 |
| Diodato 89’ Esposito 93’ | Marcatori | 6’, 76’ Baldini |

| Roma 29 marzo 2014, ore 15:00 CET 25ª giornata | Res Roma                        | 0 – 0 referto | Napoli | Impianto sp. Raimondo Vianello\| Arbitro: \| Simone D'Angelo (Ascoli Piceno) \| |
| Arbitro:                                       | Simone D'Angelo (Ascoli Piceno) |               |        |                                                                                 |

| Arbitro: | Raffaele Covili Faggioli (Bologna) |

|                                                                          |           |  |
| Di Criscio 17’ Lagonia 40’, 48’ Gelmetti 58’ Ledri 63’, 85’ Karlsson 78’ | Marcatori |  |

| Arbitro: | Valerio Maranesi (Ciampino) |

|            |           |  |
| Pirone 21’ | Marcatori |  |

| Arbitro: | Marco Acampora (Schio) |

|                                                          |           |  |
| Brumana 29’ Usenich 58’ Parisi 73’ (rig.) Peressotti 76’ | Marcatori |  |

| Arbitro: | Mario Cascone (Nocera Inferiore) |

|              |           |  |
| Esposito 60’ | Marcatori |  |

| Arbitro: | Riccardo Pelagatti (Livorno) |

|                          |           |              |
| Fenili 10’ Panicucci 88’ | Marcatori | 76’ Esposito |

### Coppa Italia

#### Primo turno
| Marsico Nuovo 1º settembre 2013 Andata | Real Marsico | 1 – 3 | Napoli | Stadio del Sole |

| Napoli 7 settembre 2013, ore ??:?? CEST Ritorno | Napoli | 4 – 1 | Real Marsico | Stadio Arturo Collana |

#### Secondo turno
| Napoli 14 settembre 2013, ore 15:00 CEST Secondo turno | Napoli | 6 – 2 | Pink Sport Time | Stadio Arturo Collana |

#### Ottavi di finale
| Napoli 11 dicembre 2013, ore 14:00 CET | Napoli | 0 – 2 | Acese | Stadio Arturo Collana |

## Statistiche

### Statistiche di squadra
| Competizione | Punti | In casa | In casa | In casa | In casa | In casa | In casa | In trasferta | In trasferta | In trasferta | In trasferta | In trasferta | In trasferta | Totale | Totale | Totale | Totale | Totale | Totale | DR  |
| Competizione | Punti | G       | V       | N       | P       | Gf      | Gs      | G            | V            | N            | P            | Gf           | Gs           | G      | V      | N      | P      | Gf     | Gs     | DR  |
| ------------ | ----- | ------- | ------- | ------- | ------- | ------- | ------- | ------------ | ------------ | ------------ | ------------ | ------------ | ------------ | ------ | ------ | ------ | ------ | ------ | ------ | --- |
| Serie A      | 23    | 15      | 5       | 3       | 7       | 16      | 29      | 15           | 1            | 2            | 12           | 9            | 44           | 30     | 6      | 5      | 19     | 25     | 73     | -48 |
| Coppa Italia | -     | 3       | 2       | 0       | 1       | 10      | 5       | 1            | 1            | 0            | 0            | 3            | 1            | 4      | 3      | 0      | 1      | 13     | 6      | +7  |
| Totale       | -     | 18      | 7       | 3       | 8       | 26      | 34      | 16           | 2            | 2            | 12           | 12           | 45           | 34     | 9      | 5      | 20     | 38     | 79     | -41 |

### Andamento in campionato
| Giornata  | 1 | 2 | 3 | 4 | 5 | 6 | 7 | 8 | 9 | 10 | 11 | 12 | 13 | 14 | 15 | 16 | 17 | 18 | 19 | 20 | 21 | 22 | 23 | 24 | 25 | 26 | 27 | 28 | 29 | 30 |
| --------- | - | - | - | - | - | - | - | - | - | -- | -- | -- | -- | -- | -- | -- | -- | -- | -- | -- | -- | -- | -- | -- | -- | -- | -- | -- | -- | -- |
| Luogo     | T | C | T | C | T | C | T | C | T | C  | C  | T  | C  | T  | C  | C  | T  | C  | T  | C  | T  | C  | T  | C  | T  | T  | C  | T  | C  | T  |
| Risultato | P | V | P | P | P | N | P | N | P | V  | P  | P  | P  | V  | V  | P  | N  | P  | P  | P  | P  | P  | P  | N  | N  | P  | V  | P  | V  | P  |
| Posizione |   |   |   |   |   |   |   |   |   |    |    |    |    |    |    |    |    |    |    |    |    |    |    |    |    |    |    |    |    | 14 |

Legenda:

Luogo: C = Casa; T = Trasferta. Risultato: V = Vittoria; N = Pareggio; P = Sconfitta.